# Fusión con peróxidos

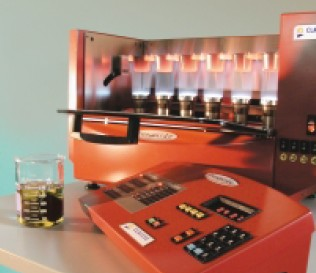
Ejemplo de un sistema automatizado: “Peroxide Fluxer” de la Corporation Scientifique Claisse.

La fusión con peróxidos es utilizada para preparar muestras a ser analizadas mediante espectroscopia de absorción atómica (AA), plasma acoplado por inducción (ICP) o química húmeda. El peróxido de sodio (Na2O2) es usado para oxidar las muestras las cuales posteriormente se solubilizan en una solución diluida de ácido. Este método permite la completa disolución de numerosos compuestos refractarios tales como cromita, magnetita, ilmenita, rutilo, e incluso silicio, carburos, aleaciones, metales nobles y materiales con un alto contenido de sulfuro.
La fusión con peróxidos puede llevarse a cabo manualmente o con sistemas automatizados los cuales tienen la ventaja de incrementar la productividad, mejoran la seguridad, mantienen condiciones de repetibilidad y evitan la contaminación cruzada por proyección del material fundido de crisol en crisol.

## Comparación con otros métodos de disolución de muestra
La digestión ácida es el método tradicional utilizado en la preparación de varios tipos de muestras. Este tipo de preparación de muestras requiere de la manipulación de ácidos concentrados tales como el ácido perclórico (HClO4) que es explosivo cuando entra en contacto con materia orgánica y el ácido fluorhídrico (HF) que es extremadamente peligroso para la salud humana. Más aún, frecuentemente es difícil obtener una disolución total de la muestra aun con el uso de estos reactivos peligrosos.